# McLaren 570GT

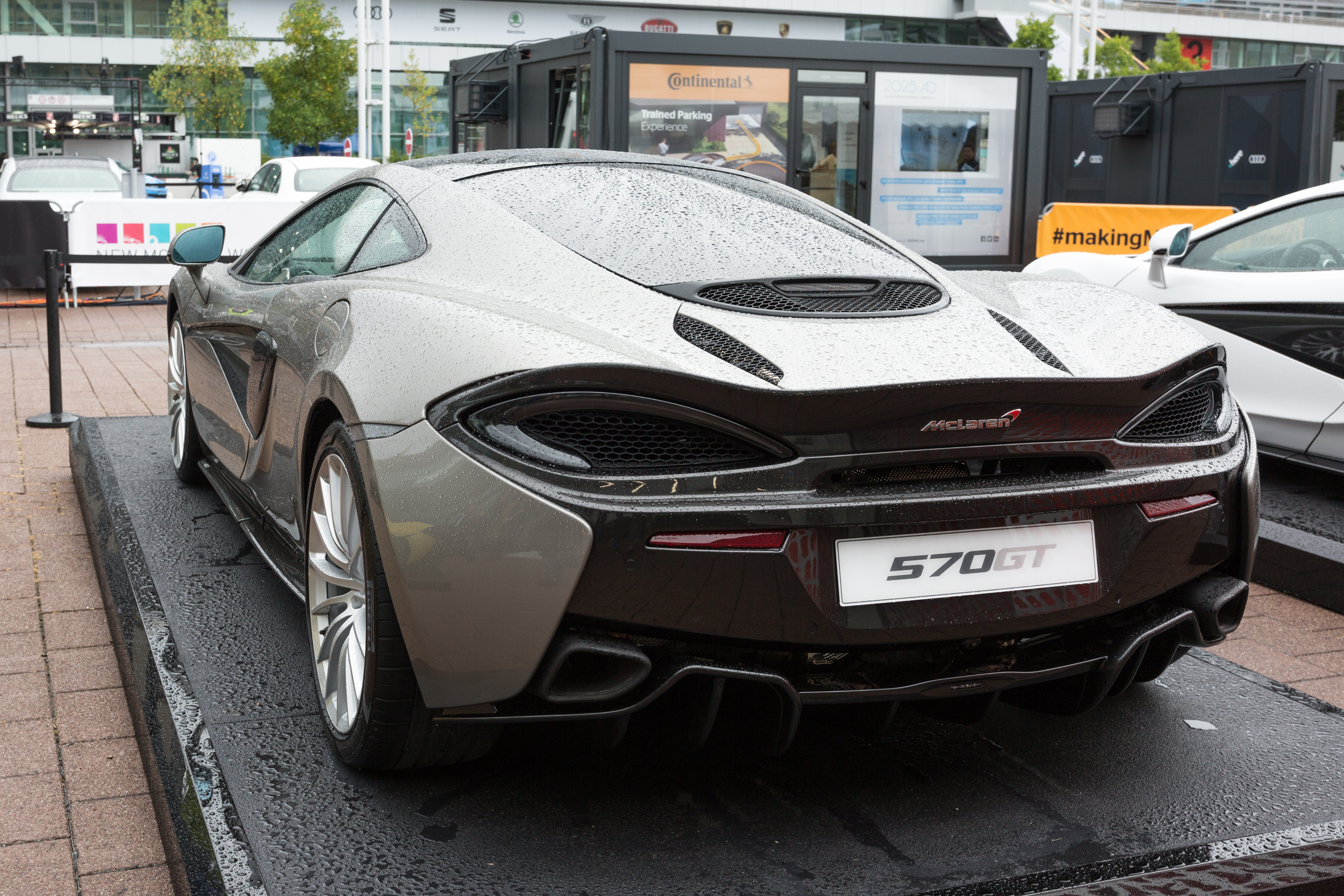
Heckansicht

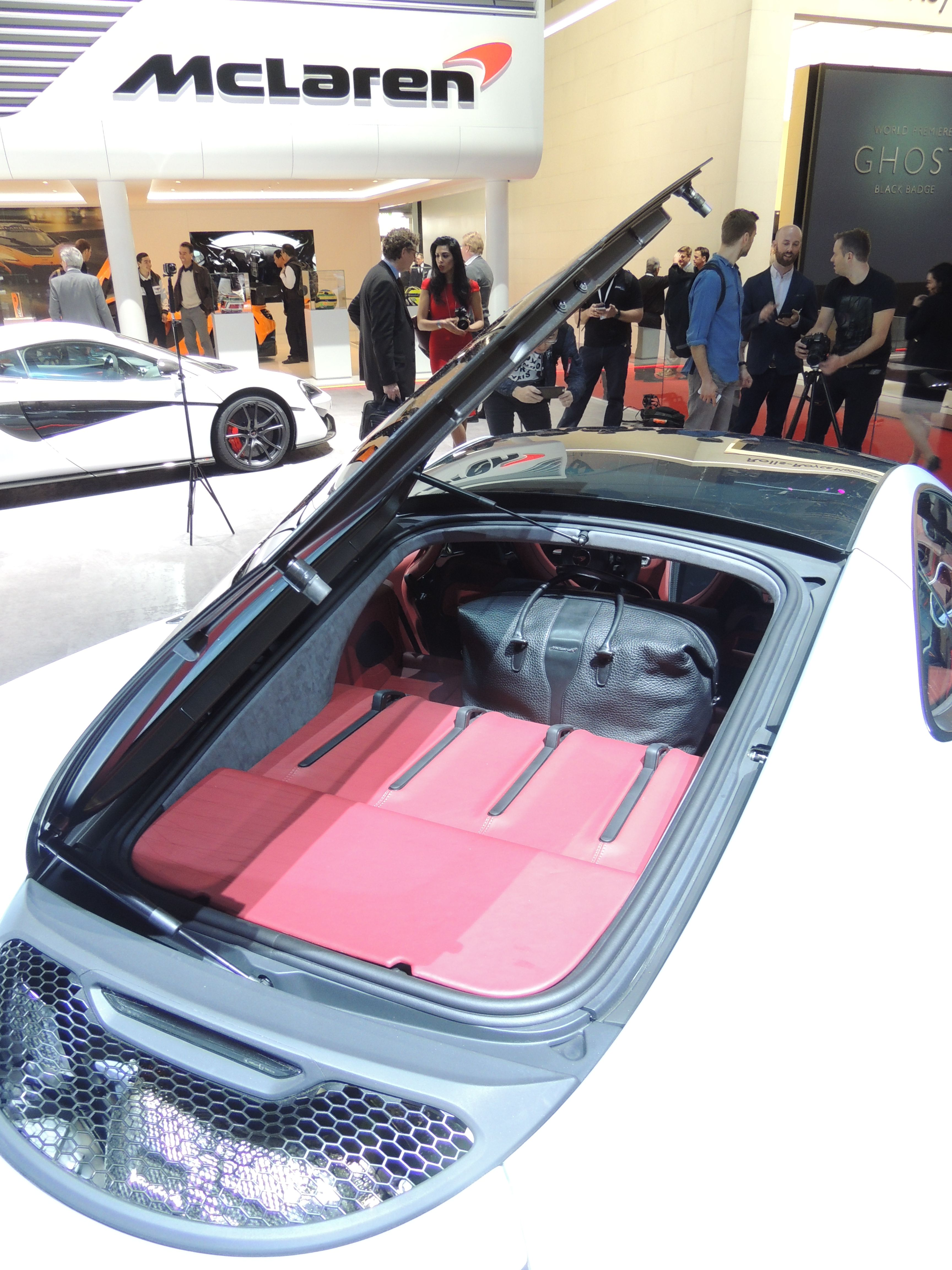
Zur Seite öffnender Heckdeckel

Der McLaren 570GT ist ein von der britischen McLaren Automotive entworfener und gebauter Sportwagen. Das Modell wurde 2016 auf dem Genfer Auto-Salon zum ersten Mal der Öffentlichkeit präsentiert. Er war der bis dahin luxuriöseste und praktischste McLaren, bis er 2019 vom McLaren GT in dieser Disziplin abgelöst wurde. Der Antriebsstrang stammte ohne Änderungen aus dem 570S.

## Technik
Der 570GT wurde ausschließlich als Coupé angeboten. Er verfügt, wie alle 570-Modelle, über das nur 75 Kilogramm schwere Kohlefaser-Chassis, den M838TE-Motor und das Siebengang-Doppelkupplungsgetriebe. Vom 570S unterscheidet er sich durch leicht reduzierte Federraten, eine minimal anders übersetzte, elektrohydraulisch unterstützte Lenkung, eine andere Gestaltung der Felgen, aber vor allem durch eine zur Seite öffnende Glasheckklappe mit einem darunterliegenden Kofferraum, der das Gesamtvolumen der beiden Kofferräume mit insgesamt 370 Liter mehr als verdoppelt.

## Technische Daten
Der 570GT hat einen 3,8-Liter-V8-Mittelmotor mit einer maximalen Leistung von 419 kW (570 PS). Er erreicht eine Höchstgeschwindigkeit von 328 km/h, beschleunigt in 3,2 Sekunden von 0 auf 100 km/h und in 9,1 Sekunden von 0 auf 200 km/h.
|                                             | 570GT                                 |                   |                   |
| Bauzeitraum                                 | 04/2016–02/2021                       |                   |                   |
| Motorkenndaten                              |                                       |                   |                   |
| Motortyp                                    | V8-Ottomotor                          |                   |                   |
| Motoraufladung                              | Biturbo                               |                   |                   |
| Einbaulage                                  | mittig längs                          |                   |                   |
| Ventile/Nockenwellen                        | 4 pro Zylinder/4                      |                   |                   |
| Hubraum                                     | 3799 cm³                              |                   |                   |
| Bohrung × Hub                               | 93,0 × 69,9 mm                        |                   |                   |
| max. Leistung bei min−1                     | 419 kW (570 PS) / 7500                |                   |                   |
| max. Drehmoment bei min−1                   | 600 Nm / 5000–6500                    |                   |                   |
| Kraftübertragung                            |                                       |                   |                   |
| Antrieb                                     | Hinterradantrieb                      |                   |                   |
| Getriebe, serienmäßig                       | 7-Gang-Doppelkupplungsgetriebe        |                   |                   |
| Spurweite vorne / hinten                    | 1673 mm / 1618 mm                     | 1673 mm / 1618 mm | 1673 mm / 1618 mm |
| Radstand                                    | 2670 mm                               |                   |                   |
| Radaufhängung                               | Doppelquerlenker vorne und hinten     |                   |                   |
| Felgen vorne / hinten                       | 8 J × 19 ET 32,5 / 10 J × 20 ET 24,25 |                   |                   |
| Reifen vorne / hinten                       | 225/35 ZR19 / 285/35 ZR20             |                   |                   |
| Reifentyp                                   | Pirelli P Zero (MC)                   |                   |                   |
| Messwerte                                   |                                       |                   |                   |
| Höchstgeschwindigkeit                       | 328 km/h                              |                   |                   |
| Beschleunigung, 0–100 km/h                  | 3,2 s                                 |                   |                   |
| Beschleunigung, 0–200 km/h                  | 9,1 s                                 |                   |                   |
| Leergewicht                                 | 1477 kg                               |                   |                   |
| Kofferraumvolumen                           | 370 l                                 |                   |                   |
| Kraftstoffverbrauch auf 100 km (kombiniert) | 10,7 l Super Plus                     |                   |                   |
| CO2-Emissionen (kombiniert)                 | 249 g/km                              |                   |                   |
| Abgasnorm                                   | Euro 6                                |                   |                   |

## 570GT XP Green
Der McLaren 570GT XP Green ist eine von Werkstuner MSO (McLaren Special Operations) überarbeitete Version des 570GT, um das 20-jährige Jubiläum des McLaren F1 XP GT zu feiern. Optisch lehnte es sich mit einer grünen Lackierung und brauner Lederausstattung an das F1-Sondermodell an, technisch blieb er auf Serienniveau.

## Zulassungszahlen
In der Schweiz und Liechtenstein wurden insgesamt 26 McLaren 570GT neu zugelassen.